# ヒンゲル

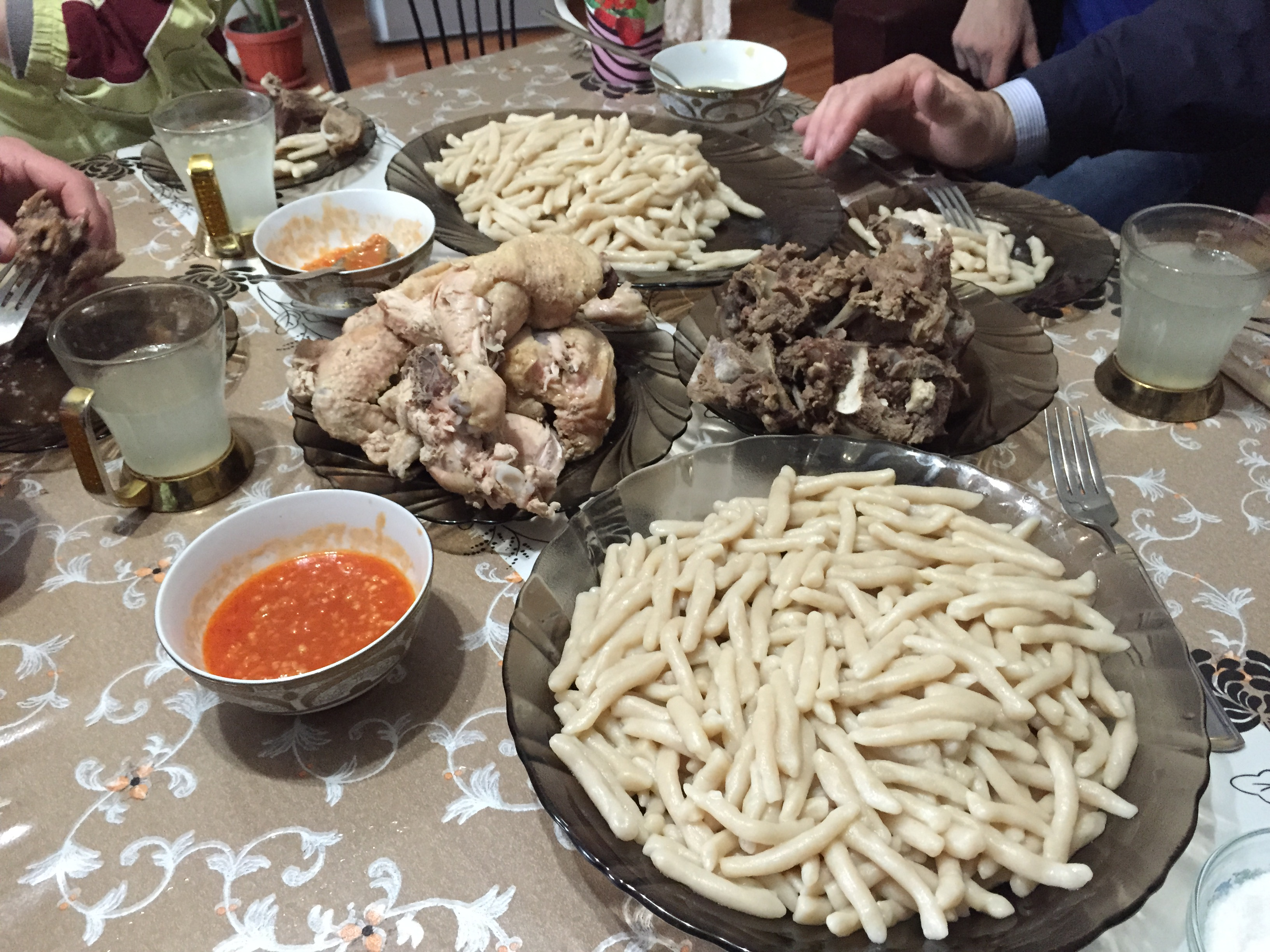
ヒンゲルは北コーカサス諸国の国民食である。

ヒンゲル（トルコ語: Hengel、アゼルバイジャン語 Xingal, Xəngəl, ジョージア語 ხინკალი）は、トルコとコーカサス地方料理における餃子の一種。同じトルコ料理のマンティに似た料理。肉を用いたヒンゲルはトルコのチョルム県の食文化と深く関わっているが、アナトリア東部のエルズルム県発祥と言われるジャガイモを用いたヒンゲルもある。肉でできた餡は平均的なトルコのマンティよりも大きいが、マンティとは異なり、ヒンゲルの中身にはタマネギ、ニンニク、パセリ、ひき肉が用いられている。溶かしたバターソースとヨーグルトをかけて食される。
ジャガイモを餡としたヒンゲルは、スィヴァス県にちなんでスィヴァスマンティスィと呼ばれる。スィヴァスヒンゲルの中には、生地を三角形に成形し、餡を一切入れずにプレーンに茹でられるものもある。他のヒンゲルと同様に、この種のヒンゲルにもヨーグルトとバターソースが添えられる。